# Khu đồng tính

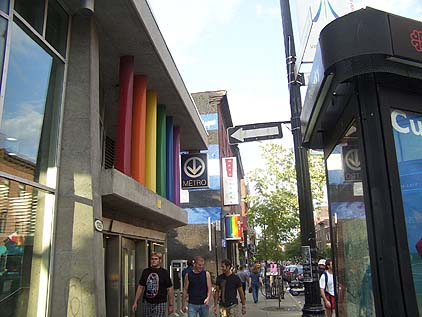
Nhà ga tàu điện ngầm trong khu đồng tính ở Montréal.

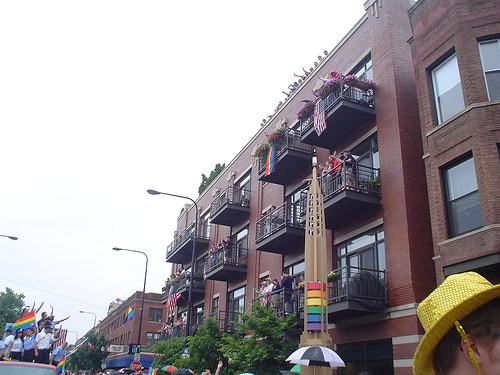
Boystown ở Chicago

Khu đồng tính (tiếng Anh: gay village) là một khu vực thường có ranh giới rõ ràng ở đô thị có nhiều người đồng tính, song tính và hoán tính sống. Khu đồng tính thường có nhiều quán rượu, câu lạc bộ đêm, nhà hàng và nhà sách đồng tính.
Những khu vực như vậy là một ốc đảo thân thiện với người đồng tính trong một thành phố không thân thiện hoặc đơn giản chỉ là một khu tập trung nhiều người dân đồng tính và/hoặc khu thương mại đồng tính. Cũng như nhiều khu vực trong quá trình đô thị hóa, nhiều người đồng tính sử dụng khu vực của họ để phản ánh những giá trị văn hóa đồng tính và cung cấp những dịch vụ.